# شركة المعارض الدولية بتونس
شركة المعارض الدولية بتونس (بالفرنسية: Société des Foires Internationales de Tunis)‏ هي شركة تونسية تأسست في فبراير 1990 تشرف على قصر المعارض بالكرم في مدينة الكرم بضواحي تونس العاصمة، وتقوم بتنظيم العديد من المعارض والمؤتمرات والاجتماعات التي تقام في فيه.

الشركة هي أكبر منظم معارض ومؤجر فضاءات في تونس. من جهة أخرى هي عضوة في اتحاد المعارض الدولية.

## الأنشطة
تتمثل أنشطة الشركة في:
- تنظيم المعارض الدولية المتخصصة.
- تنظيم التظاهرات العامة.
- تنظيم المحاضرات والمؤتمرات والندوات.
- تنظيم مشاركات الشركات التونسية في التظاهرات التي تقع خارج تونس.
- تركيب وتصميم وإنتاج المعارض والمنصات والفضاءات المختلفة.
- خدمات لرجال الأعمال.
- تنسيق علاقات، وقواعد البيانات التجارية وإيجار المكاتب.

## مقالات ذات صلة
- قصر المعارض بالكرم

## روابط خارجية
- الموقع الرسمي.